# Cyrtandra pulgarensis
Cyrtandra pulgarensis là một loài thực vật có hoa trong họ Tai voi. Loài này được Elmer ex H.J.Atkins & Cronk mô tả khoa học đầu tiên năm 2001.